# Bashford Dean

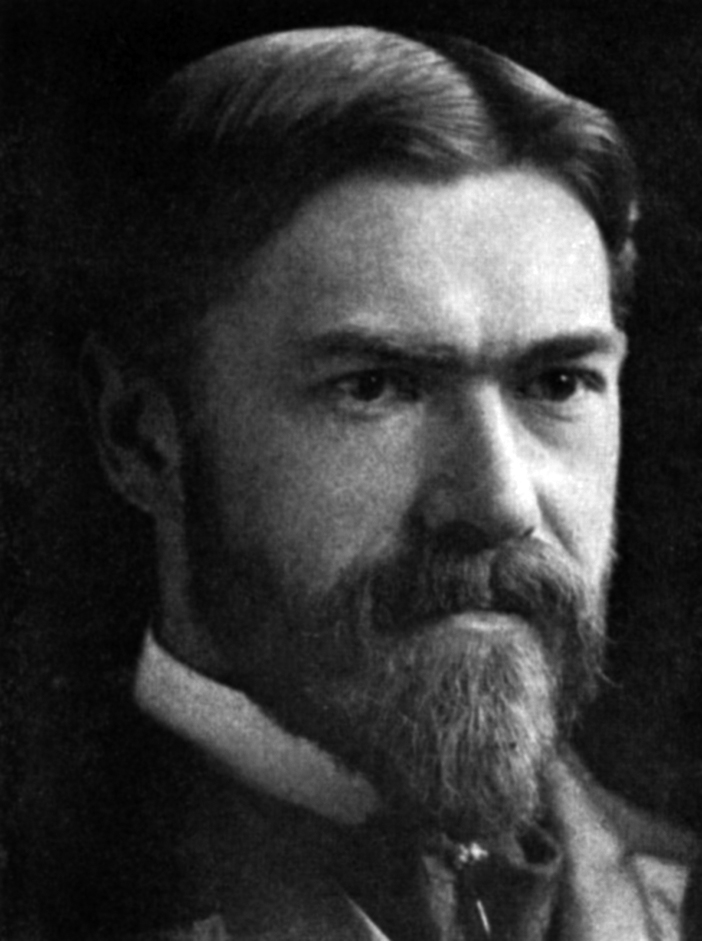
Bashford Dean, etwa 1890

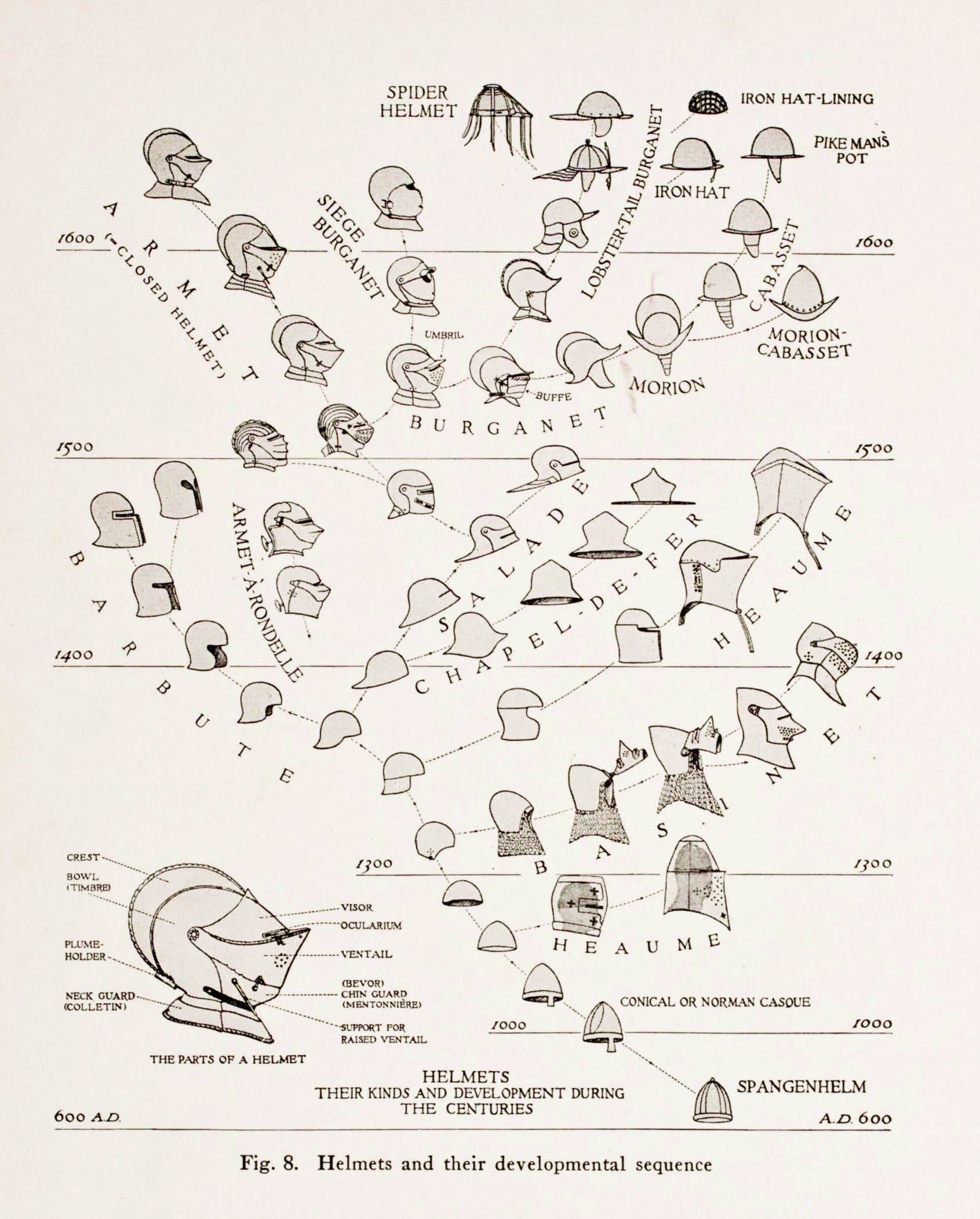
Entwicklung der Helme als phylogenetischer Baum

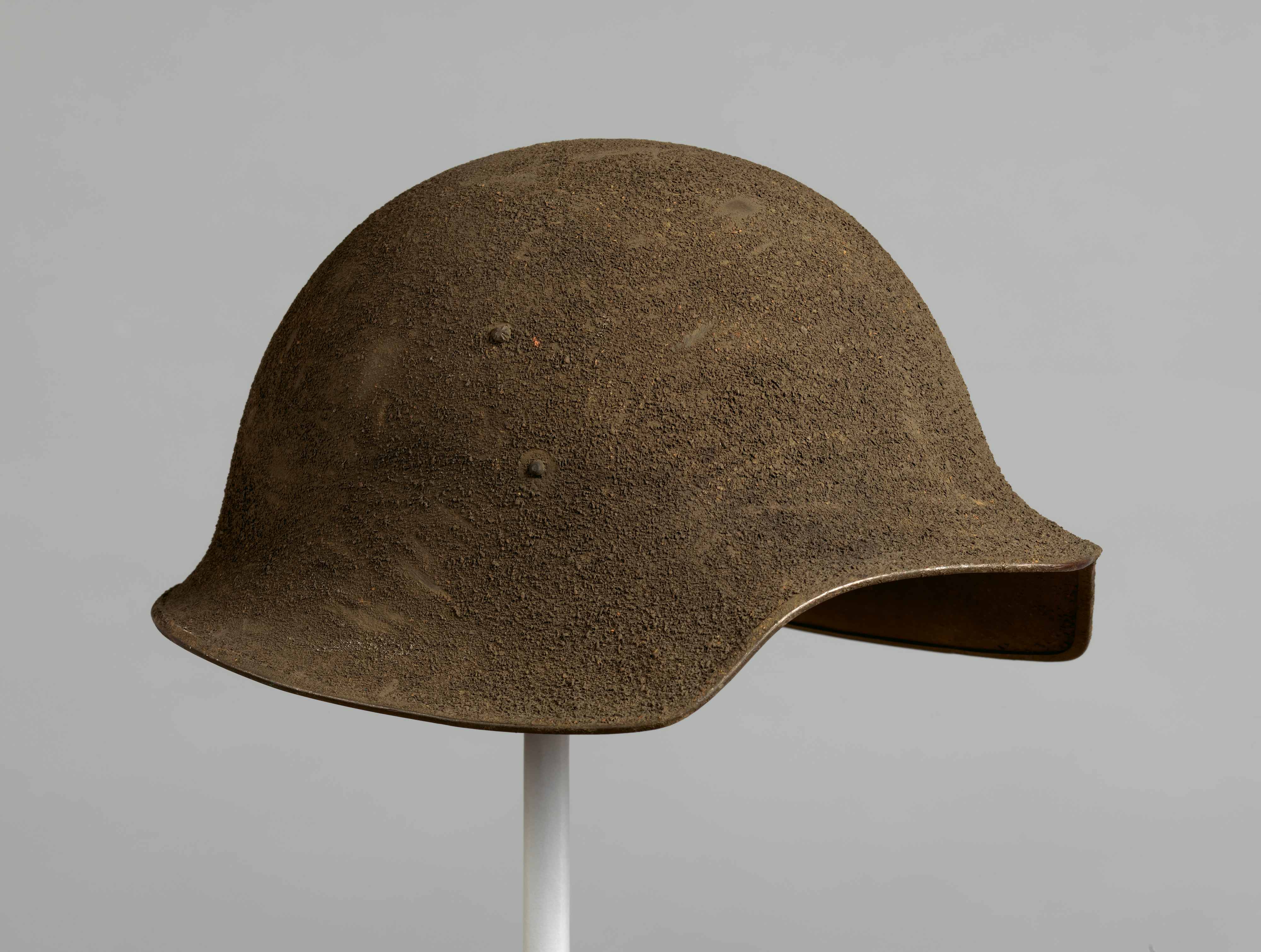
Von Dean entworfener moderner Helm

Bashford Dean (28. Oktober 1867 in New York City – 6. Dezember 1928 in Battle Creek (Michigan)) war ein amerikanischer Zoologe, spezialisiert in Ichthyologie (Fischkunde), und ein Experte für mittelalterliche Waffen und Rüstungen. Er war Kustos am Metropolitan Museum of Art und am American Museum of Natural History sowie Professor der Zoologie an der Columbia University.

## Leben und Wirken
Deans Familie war sehr vermögend und er musste sich daher zeitlebens keine Sorgen um die Finanzierung seiner Interessen machen. Schon seit der Kindheit begeisterte er sich für Naturgeschichte. Auch seine zweite Leidenschaft für mittelalterliche Waffen und Rüstungen wurde früh geweckt. Ein Freund der Familie hatte eine Antiquitätensammlung, besonders ein mittelalterlicher Helm faszinierte Dean. Als der Freund der Familie starb, wurde die Sammlung 1876 versteigert. Der neunjährige Dean versuchte den mittelalterlichen Helm zu ersteigern, wurde aber überboten. Im Alter von 10 Jahren ersteigerte er zwei Dolche aus dem 16. Jahrhundert; sie waren die ersten Stücke seiner später großen Sammlung.
Als hochbegabter Schüler besuchte er ab 1881, im Alter von 14, das City College of New York, dann studierte er Ichthyologie und Paläontologie an der Columbia University, wo ihm der Doktorgrad Ph.D. verliehen wurde. Dean blieb an der Universität; von den 1880er-Jahren bis in die frühen 1900er-Jahre führten seine Forschungsreisen nach Europa, Russland, Alaska, Japan und an die Pazifikküste der USA. Im Jahr 1904 bekam er einen Lehrstuhl. Ab 1904 bis 1920 war Dean Kustos der Ichthyologie am American Museum of Natural History. Ebenso im Jahr 1904 begann seine Verbindung mit dem Metropolitan Museum of Art, wo er zunächst als Gastkurator für Waffen und Rüstungen tätig war. Schließlich richtete das Museum 1912 eine eigene Abteilung für Waffen und Rüstungen ein, deren Leitung Bashford Dean übernahm. Erst jetzt bekam er ein Gehalt für seine Tätigkeit am Metropolitan Museum; im Gegenzug spendete er dem Museum jedes Jahr ein Stück aus seiner Sammlung im Gegenwert. Dean übernahm einige Methoden der Zoologie für die Informationsdarstellung im Museum. Er war unzufrieden damit, wie das Museum die Exponate unzusammenhängend beschrieb. 1915 visualisierte er die Entwicklung der verschiedenen Waffen und Rüstungen anhand der in der Paläontologie genutzten phylogenetischen Bäume. Immer wieder schlug er dem Museum vor, an bestimmten Tagen die Rüstungen aus den Vitrinen zu holen und sie Mitarbeitern des Museums anzuziehen, um sie den Besuchern in Bewegung vorzuführen. Er selber tat es immer wieder mit seinen Sammlungsstücken, zur Freude der Kinder seiner Nachbarschaft.
Kurz nach dem Eintritt der Vereinigten Staaten in den Ersten Weltkrieg im Jahr 1917 bat die US-Regierung Bashford Dean, geeignete Körperrüstungen zu entwerfen. Dean sollte dazu seine Erfahrung mit historischen Rüstungen einbringen. Während bis zum 19. Jahrhundert das Militär fast jegliche persönliche Rüstung aufgegeben hatte, wurde es aufgrund der veränderten Kriegsführung im 20. Jahrhundert deutlich, dass neue Schutzmaßnahmen notwendig waren. Dean wurde als Major des Ordnance Corps eingeteilt. Er reiste nach Europa, um sich mit den Alliierten in London und Paris zu beraten. Dean und sein Team, unter anderem Plattner des MET, stellten mehrere Prototypen von Helmen und persönlicher Schutzausrüstung her. Verschiedene Stücke wurden in Kleinserien gefertigt und zu Versuchszwecken an die Front geschickt. Den von Dean präferierten Helm lehnte das US-Militär ab, weil er dem deutschen Stahlhelm zu ähnlich sah. Auch wenn kein Ausrüstungsstück eingeführt wurde, gilt Deans Arbeit als Basis für die Entwicklung späterer persönlicher Schutzausrüstung.
1927 zog sich Dean als Kurator des Metropolitan Museum of Art zurück. Bashford Dean, der immer anfällig für Krankheiten war, starb 1928 in einem Sanatorium in Battle Creek. Ein großer Teil seiner persönlichen Sammlung befindet sich im MET.

## Publikationen
Ichthyologie
- Fishes, living and fossil. An outline of their forms and probable relationships (= Columbia University Biological Series. 3, ZDB-ID 2089854-X). Macmillan and Co., New York NY u. a. 1895, (Digitalisat).
- Chimæroid fishes and their development (= Carnegie Institution of Washington. Publication. 32, ISSN 0099-4936). Carnegie Institution, Washington DC 1906, (Digitalisat).
- A bibliography of fishes. Extended and edited by Charles Rochester Eastman. American Museum of Natural History, New York NY 1916–1923;
  - Band 1: Publications grouped under the names of authors A–K. 1916, (Digitalisat);
  - Band 2: Authors’ titles L–Z. 1917, (Digitalisat);
  - Band 3: Including indices, general bibliographies, periodicals relating to fishes, early works, voyages and expeditions, addenda, and errata of volumes I and II. 1923, (Digitalisat).

Waffen und Rüstungen
- Catalogue of the loan collection of Japanese armor (= The Metropolitan Museum of Art. Hand-Book. 14, ZDB-ID 331065-6). The Metropolitan Museum of Art, New York NY 1903, (Digitalisat).
- The collection of arms and armor of Rutherfurd Stuyvesant. Privately Printed. Bashford Dean, Allamuchy NJ 1914, (Digitalisat).
- Handbook of arms and armor. European and oriental. Including the William H. Riggs collection. The Metropolitan Museum of Art, New York NY 1915, (Digitalisat).
- Notes on arms and armor. The Metropolitan Museum of Art, New York NY 1916, (Digitalisat).
- Helmets and body armor in modern warfare. Yale University Press u. a., New Haven CT u. a. 1920, (Digitalisat).

Sonstiges
- The Dyckman House. s. n., s. l. 1916, (Digitalisat).